# カフワ

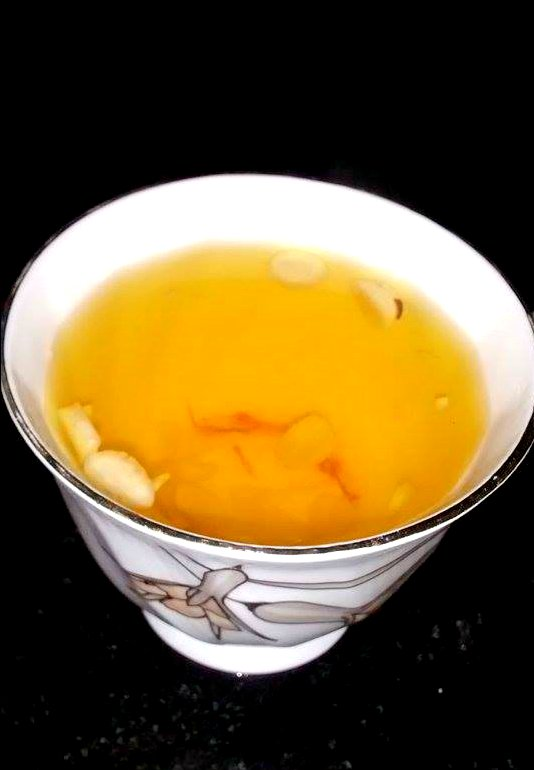
カフワ

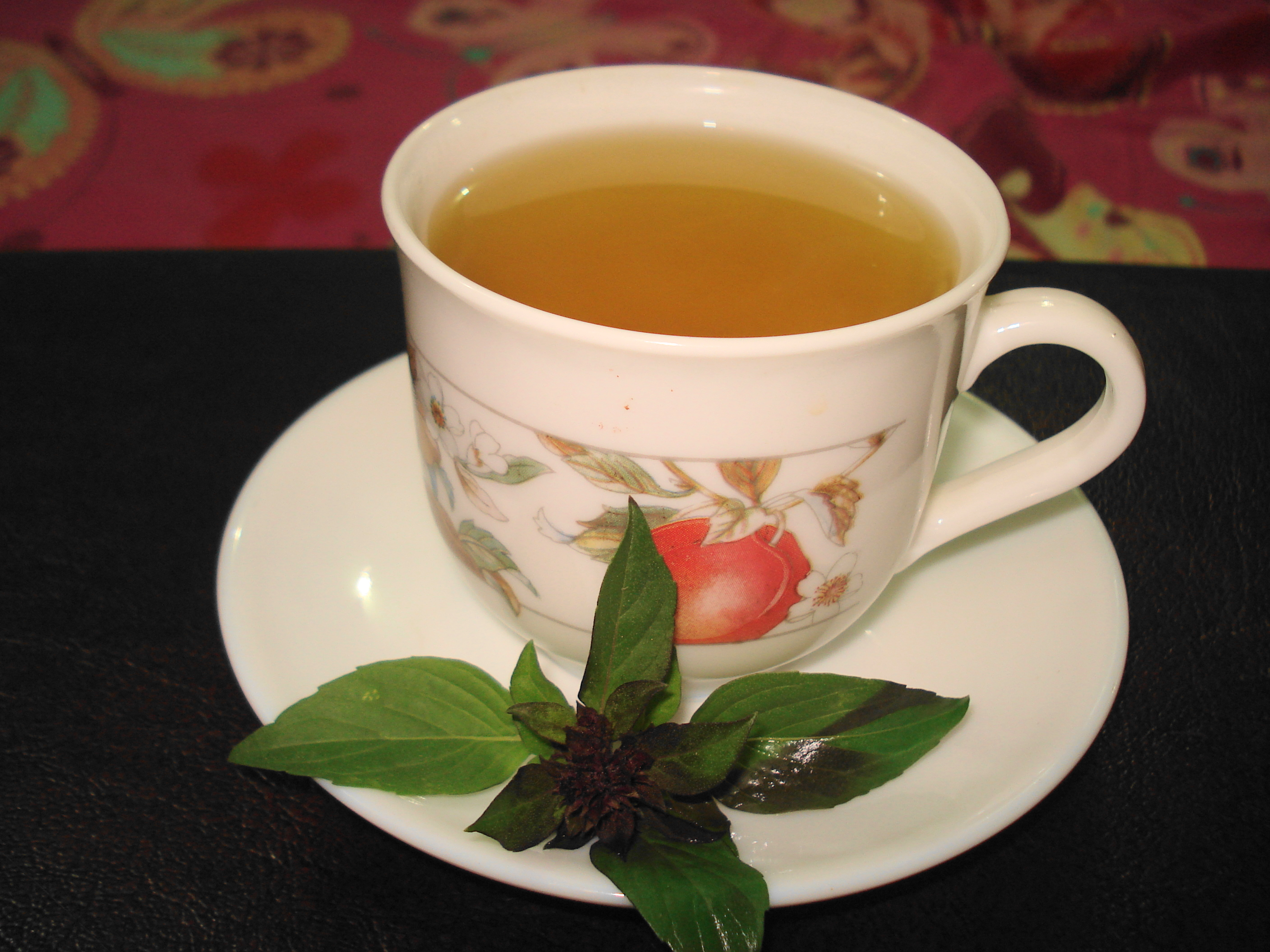
カミメボウキを使用したカフワ

カフワ（Kahwah）は、インドやパキスタン、アフガニスタン、イランなどの地域で製造されている緑茶の一種である。カシミールでは、シールマールと共に朝食のお供にしていることが多い。
正確な起源は不明だが、カファはカシミールが中心地であった香辛料貿易だった頃にカシミールに伝道したと言われている。少なくとも紀元前1世紀から2世紀の時に、クシャーナ朝で製造していたと推測される。カフワという言葉はカシミール語で「甘いお茶」を意味する。ムガル帝国の君主もカフワを愛用していた記録が残っている。

## 作り方
緑茶の葉を地元のサフラン、シナモン、カルダモンなどのスパイスをサモワールを使用して、煮る。砂糖または蜂蜜と砕いたナッツに、アーモンドまたはクルミを添える。高齢者や病人、子供が飲む時はカフワに牛乳を混ぜている。
カフワは来賓や訪問客を迎えた時や祝賀行事の時に飲用され、基本は浅いカップで提供される。カシミールでは、ワズワンを食べた後にカフワを飲用している。